# Cramer (personaggio)
Cramer è un personaggio di fantasia nato dalla penna dello scrittore statunitense Rex Stout, che compare nelle opere della serie di Nero Wolfe.

## Il personaggio
L'ispettore Cramer della Squadra Omicidi di New York è l'antagonista principale di Wolfe. Compare per la prima volta nel secondo romanzo della serie, La lega degli uomini spaventati. Cramer non sopporta il modo in cui Wolfe prosegue nelle sue investigazioni - in particolare, la sua tendenza a provocare il suicidio dell'assassino piuttosto di portarlo in tribunale. Cramer è solitamente assistito dal sergente Purley Stebbins, e talora dal tenente Rowcliff.
Cramer spesso si prende gioco di Wolfe alzandosi dalla sedia di pelle rossa senza l'uso delle braccia - una cosa che a Wolfe non è concessa, per via del peso.
Cramer ha un profondo rispetto per le abilità investigative di Wolfe. In Nero Wolfe contro l'FBI, Cramer fa di tutto pur di non far revocare le licenze di investigatori privati a Wolfe ed Archie Goodwin. E in Nelle migliori famiglie, Cramer afferma "Mi piacerebbe un mondo dargli un bel pugno sul naso, forse un giorno lo farò e ci godrò pazzamente. Però non vorrei mai vederlo fiaccarsi le ossa in una lotta senza speranza". Cramer è anche grato a Wolfe per avergli salvato il posto di lavoro nel romanzo Morto che parla. Verso la fine del libro, Cramer gli esprime la propria gratitudine con "un pacco coperto da una carta verde da fiorista" che si rivela essere un'orchidea.
Cramer condivide ben pochi dei gusti di Wolfe; in Orchidee nere, ad esempio, Wolfe esclama che le orchidee nere sono assolutamente uniche, perfette, incomparabili, e Cramer gli risponde "Belline... un po' incolori, però. Io preferisco i gerani". Occasionalmente, tuttavia, accetta l'offerta di un bicchiere di birra, la bevanda preferita dell'investigatore.
Cramer è solito masticare sigari. Nei primi romanzi di Nero Wolfe, ne accende e fuma diversi, ma in quelli successivi Archie nota di non avergliene mai visto accendere uno. Cramer spesso termina la visita all'ufficio di Wolfe lanciando con ira il sigaro al cestino, puntualmente sbagliando la mira. Archie crede che i sigari diano a Cramer un momento per calmarsi prima di dire qualcosa di deplorevole.
Cramer è sposato ed ha un figlio che ha combattuto nella seconda guerra mondiale.
Il nome di Cramer, Fergus, è accennato una sola volta, nel romanzo del 1940 Tre sorelle nei guai. Successivamente, nel giallo del 1946 Morto che parla, le sue iniziali appaiono come "L.T.C.", per via di un errore di memoria dell'autore, Stout. Tutto ciò ha portato Robert Goldsborough a nominarlo come Lionel T. Cramer nei suoi romanzi, pubblicati dopo la morte di Rex Stout, che proseguono la saga di Wolfe.
Cramer è il protagonista di uno dei romanzi di Stout esterni alla saga di Nero Wolfe, Fili Rossi (1939).

## Serie TV
Nella miniserie televisiva trasmessa dalla RAI negli anni settanta, che vedeva Tino Buazzelli nei panni del celebre gastronomo-investigatore - Nero Wolfe - il ruolo dell'ispettore Cramer è interpretato dall'attore Renzo Palmer.
Nella serie di telefilm del 1981 della NBC, andata in onda in Italia negli anni ottanta, il personaggio dell'ispettore Cramer è interpretato da Allan Miller.